# Celleno
Celleno är en ort och kommun i provinsen Viterbo i regionen Lazio i Italien. Kommunen hade 1 308 invånare (2018).